# 保罗·安德鲁
保罗·安德鲁（法語：Paul Andreu，1938年7月10日—2018年10月12日），著名法国建筑师。因其在全球规划设计了众多机场而闻名，特别是位于上海、马尼拉、阿布扎比、雅加达、开罗、文莱和巴黎等地的机场。其他享有声誉的项目包括巴黎新凯旋门（the Grande Arche at La Défense，作为Johann Otto von Spreckelsen的助手）和中国国家大剧院等。

## 代表作

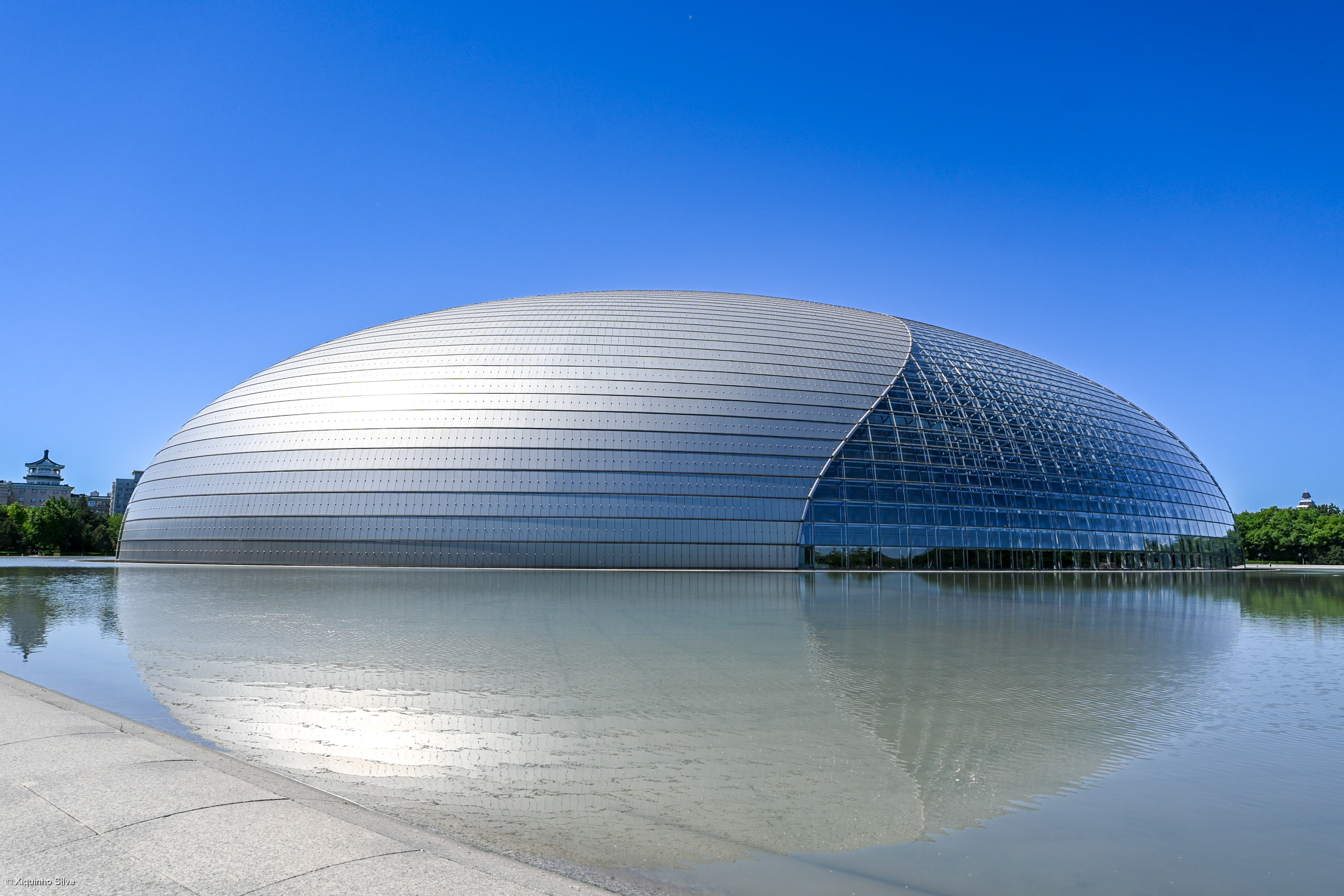
中国国家大剧院

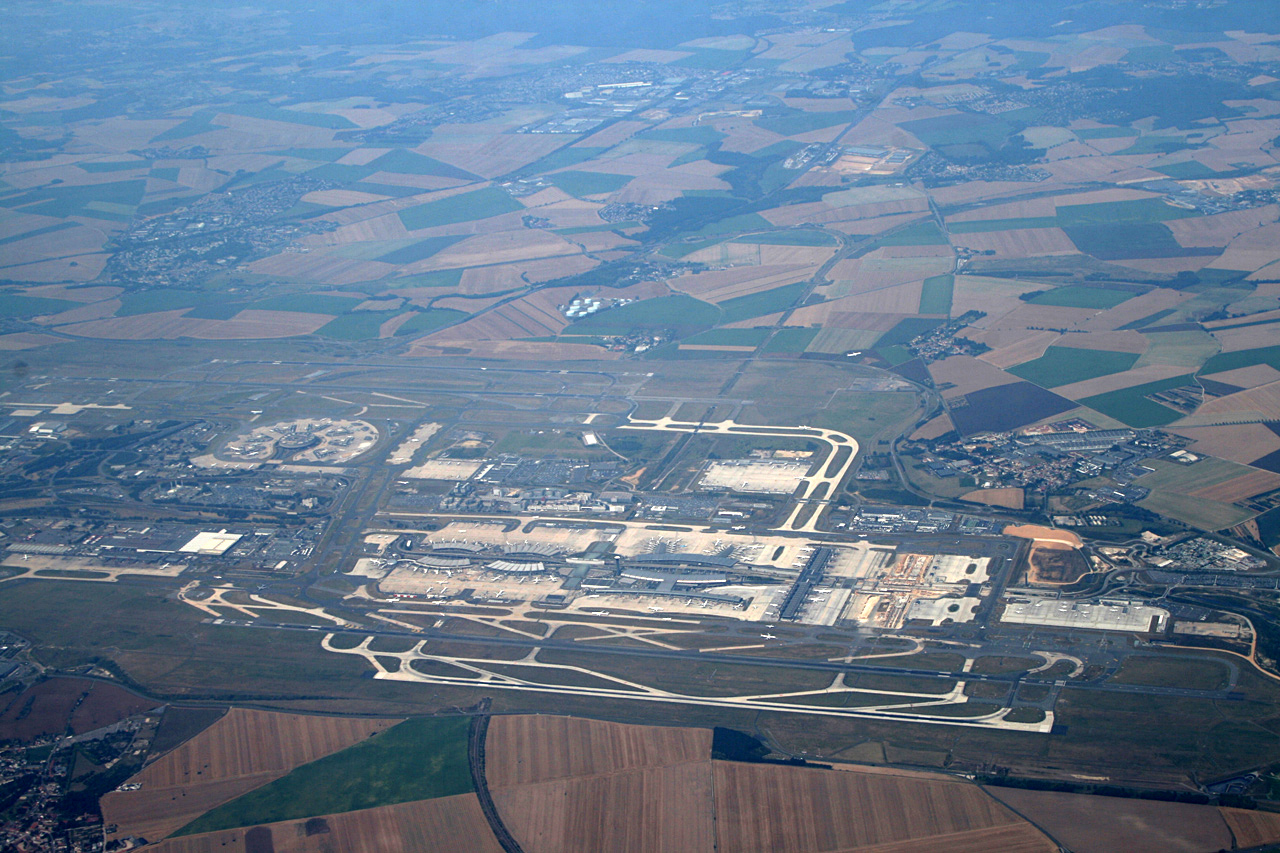
巴黎夏尔·戴高乐机场

## 生平
安德鲁生于法国波尔多市附近的Caudéran。1958年参加法国大学校（Grandes Écoles）竞考，同时被巴黎综合理工学院和巴黎高等师范學院录取，最后他选择了前者。 1961年，他在巴黎综合理工学院毕业。
他曾经于1967年负责规划建设了巴黎夏尔·戴高乐国际机场（位于Roissy）。2004年5月23日，2E候机厅天花板坍塌，造成四人死亡。 2E候机厅落成于2003年，是安德鲁在Roissy完成的第七座候机大厅，一度被誉为他的最大胆的设计之一。特别质询委员会认定坍塌归咎于各种技术原因及设计上缺乏安全考虑。安德鲁则指责坍塌是建筑公司的不合格施工所致。
2004年9月28日，另一个安德鲁设计的候机厅迪拜国际机场第三候机厅于建设中坍塌。
安德鲁还是中国重庆市城市规划顾问。

## 外部連結
- www.paul-andreu.com （页面存档备份，存于） Andreu's homepage （法語）
- BBC News: Profile: Paul Andreu （页面存档备份，存于）
- Official report of the enquiry commission （法語）
- Pictures and profile at Specifier Magazine
- Gerhard Bissell, Andreu, Paul, in: 芸術家総合事典 (Artists of the World), Suppl. I, Saur, Munich 2005, from p. 344 (in German).